# Mistrzostwa Świata w Piłce Nożnej 2014 (eliminacje strefy CAF)/Grupa A

## Tabela
| Lp. | Drużyna                      | M | Mecze | Mecze | Mecze | Bramki | Bramki | Bramki | Pkt |
| Lp. | Drużyna                      | M | W     | R     | P     | +      | −      | +/−    | Pkt |
| --- | ---------------------------- | - | ----- | ----- | ----- | ------ | ------ | ------ | --- |
| 1.  | Etiopia                      | 6 | 4     | 1     | 1     | 8      | 6      | +2     | 13  |
| 2.  | Południowa Afryka            | 6 | 3     | 2     | 1     | 12     | 4      | +8     | 11  |
| 3.  | Botswana                     | 6 | 2     | 1     | 3     | 8      | 10     | −2     | 7   |
| 4.  | Republika Środkowoafrykańska | 6 | 1     | 0     | 5     | 5      | 12     | −7     | 3   |

## Mecze
Czas:CET
| 2 czerwca 2012 16:00 | Republika Środkowoafrykańska · Kéthévoama 35', 53' | 2:0(1:0) | Botswana | [Barthélemy Boganda Stadium]], Bangi Widzów: 20,000 Sędzia: Bernard Camille |
|                      |                                                    |          |          |                                                                             |

| 3 czerwca 2012 15:00 | Południowa Afryka · Mphela 77' | 1:1(0:1) | Etiopia · 30' Said | Royal Bafokeng Stadium, Rustenburg Widzów: 13,611 Sędzia: Hamada Nampiandraza |
|                      |                                |          |                    |                                                                               |

| 9 czerwca 2012 15:00 | Botswana · Nato 38' | 1:1(1:1) | Południowa Afryka · 14' Gould | University of Botswana Stadium, Gaborone Widzów: 7,500 Sędzia: Mahamadou Keita |
|                      |                     |          |                               |                                                                                |

| 10 czerwca 2012 15:00 | Etiopia · Said 38', 88' | 2:0(1:0) | Republika Środkowoafrykańska | Addis Abeba Stadium, Addis Abeba Widzów: 25,000 Sędzia: Anthony Ramsy Raphael |
|                       |                         |          |                              |                                                                               |

| 23 marca 2013 19:15 | Południowa Afryka · Matlaba 34' · Parker 70' | 2:0(1:0) | Republika Środkowoafrykańska | Cape Town Stadium, Kapsztad Widzów: 36,740 Sędzia: Ali Kalyango |
|                     |                                              |          |                              |                                                                 |

| 24 marca 2013 14:00 | Etiopia · Kebede 89' | 1:0(0:0) | Botswana | Addis Abeba Stadium, Addis Abeba Widzów: 22,000 Sędzia: Rédouane Jiyed |
|                     |                      |          |          |                                                                        |

| 7 czerwca 2013 15:00 | Botswana | 3:0 wo. | Etiopia | Stadion w Lobatse, Lobatse Widzów: 5,000 Sędzia: Denis Batte |
|                      |          |         |         |                                                              |

- FIFA przyznała walkower na korzyść Botswany, gdyż w ekipie Etiopii wystąpił nieuprawniony zawodnik Minyahil Teshome. Początkowo mecz zakończył się wynikiem 2:1[1].

| 7 czerwca 2013 16:00 | Republika Środkowoafrykańska | 0:3(0:2) | Południowa Afryka · 26' Parker · 43' Tshabalala · 90+1' Mashego | Stade Ahmadou Ahidjo, Jaunde (Kamerun) Widzów: 7,000 Sędzia: William Selorm Agbovi |
|                      |                              |          |                                                                 |                                                                                    |

| 15 czerwca 2013 15:00 | Botswana · Ramatlhakwane 41' (k) · Ngele 74' · Nato 86' | 3:2(1:1) | Republika Środkowoafrykańska · 33', 52' Zimbori | Stadion w Lobatse, Lobatse Widzów: 2,500 Sędzia: Juste Ephrem Zio |
|                       |                                                         |          |                                                 |                                                                   |

| 16 czerwca 2013 15:00 | Etiopia · Kebede 42' · Parker 70' (sam.) | 2:1(1:1) | Południowa Afryka · 33' Parker | Addis Abeba Stadium, Addis Abeba Widzów: 22,000 Sędzia: Mohamed Farouk |
|                       |                                          |          |                                |                                                                        |

| 7 września 2013 15:30 | Południowa Afryka · Erasmus 28' · Furman 45+1' · Parker 84' 89' (k) | 4:1(2:0) | Botswana · 73' Ramatlhakwane | Moses Mabhida Stadium, Durban Widzów: 28,712 Sędzia: Badara Diatta |
|                       |                                                                     |          |                              |                                                                    |

| 7 września 2013 15:30 | Republika Środkowoafrykańska · Keita 23' | 1:2(1:0) | Etiopia · Said 48' · Teshome 61' | Stade Alphonse Massamba Debat, Brazzaville Kongo Widzów: 1,500 Sędzia: Mohamed Benouza |
|                       |                                          |          |                                  |                                                                                        |